# Édson Boaro
Pour les articles homonymes, voir Edson.
Édson ou Édson Abobrão, de son vrai nom Édson Boaro, né le 3 juillet 1959 à São José do Rio Pardo (Brésil), est un footballeur international brésilien, reconverti en entraîneur.

## Biographie
Il compte 19 sélections en équipe nationale et a disputé la Coupe du monde 1986 (deux matches joués).

## Clubs
- 1978 – 1984 : AA Ponte Preta ( Brésil)
- 1984 – 1989 : SC Corinthians ( Brésil)
- 1989 – 1992 : SE Palmeiras ( Brésil)
- 1992 – 1992 : Guarani FC ( Brésil)
- 1993 – 1993 : Esporte Clube Noroeste ( Brésil)
- 1993 – 1993 : Paysandu SC ( Brésil)
- 1993 – 1993 : Clube do Remo ( Brésil)
- 1994 – 1995 : Botafogo FR ( Brésil)

## Palmarès
- Jeux panaméricains en 1979 avec l'équipe du Brésil
- Champion de l'État de São Paulo en 1988 avec SC Corinthians
- Champion de l'État du Paraná en 1992 avec Guarani FC